# دانيال والاس
دانيال والاس (بالإنجليزية: Daniel Wallace)‏ هو محامي وسياسي أمريكي، ولد في 9 مايو 1801 في لورنس في الولايات المتحدة، وتوفي في 13 مايو 1859 في جونسفيل في الولايات المتحدة. حزبياً، نشط في الحزب الديمقراطي. وقد انتخب عضو مجلس نواب كارولاينا الجنوبية وانتخب عضو مجلس النواب الأمريكي.